# Stacked Rubbish
Stacked Rubbish è il terzo album studio della j-rock band The GazettE. È stato pubblicato il 4 luglio in Giappone e il 24 agosto in Europa. L'album ha esordito al terzo posto sulla Hit parade dell'Oricon con ben trentatremila vendite solo nella prima settimana. L'edizione limitata contiene un cofanetto con una versione alternativa della copertina dell'album e dei testi speciali insieme ad un opuscolo.

## Tracce
Tutte le canzoni sono state scritte da Ruki e poi composte dai the GazettE.
CD
1. Art Drawn By Vomit - 1:49
2. Agony - 4:15
3. Hyena - 4:16
4. Burial Applicant - 4:27
5. Ganges ni Akai Bara (ガンジスに紅い薔薇) - 4:08
6. Regret - 4:30
7. Calm Envy - 6:05
8. Swallowtail on the Death Valley - 4:06
9. Mob 136 Bars - 2:39
10. Gentle Lie - 3:53
11. Filth in the Beauty - 4:11
12. Circle of Swindler - 2:58
13. Chizuru (千鶴) - 5:47
14. People Error - 2:58

DVD (solo per l'edizione limitata)
1. Burial Applicant
2. Chizuru "Apartment" Movie Version (千鶴 映画「アパートメント」劇場上映 Ver.)

## Formazione
- Ruki - voce
- Uruha - chitarra
- Aoi - chitarra
- Reita - basso
- Kai - batteria

## Singoli
- I singoli estratti dall'album sono (in ordine cronologico):

1. Regret, pubblicato il 25 ottobre del 2006;
2. Filth in the Beauty, pubblicato il 1º novembre del 2006;
3. Hyena, pubblicato il 7 febbraio del 2007.